# El Tossal (Toses)
El Tossal és una muntanya de 1.432 metres que es troba al municipi de Toses, a la comarca catalana del Ripollès.